# 大分市立佐賀関中学校
大分市立佐賀関中学校（おおいたしりつ さがのせきちゅうがっこう）は、大分県大分市大字佐賀関にある市立中学校。

## 概要
大分市東部の旧佐賀関町の佐賀関港沿いの海岸近くにある学校で、校門のすぐ前が国道九四フェリーのフェリーターミナルになっている。
港を挟んで向かい側にはJX金属グループのパンパシフィック・カッパー佐賀関製錬所があり、その操業の最盛期には本校は30学級、生徒数1,500名を超える大規模な学校であった。近年は町の過疎化とともに生徒数が減少している。

## 沿革
- 1947年（昭和22年）3月29日 - 旧豊予要塞司令部跡地に設立、佐賀関町立佐賀関中学校として発足。
- 1985年（昭和60年）9月 - 新校舎完成。
- 2001年（平成13年）4月 - 佐賀関町立一尺屋中学校と統合。
- 2005年（平成17年）1月1日 - 大分市等との合併により大分市立佐賀関中学校に改称。

## 通学区域
- 大分市立佐賀関小学校通学区

志生木の一部、佐賀関、白木、一尺屋

## 交通
- バス：大分バス古宮停留所下車